# True tears (アニメ)
『true tears』（トゥルー ティアーズ）は、日本のテレビアニメ作品。監督は西村純二、アニメーション制作はP.A.WORKS。La'crymaから発売された同名の恋愛アドベンチャーゲームの名前を継承しているが、全くのオリジナルストーリーとなっている。

## 概要
本作は2008年1月から同年3月までテレビ放送された。同名のゲームソフトを原作としているものの「真実の涙」という主題を同じくするほかに関連性はなく、ストーリー、キャラクターともに異なるオリジナルの作品となっている。本作は富山県に実在する町並みを舞台に高校生達の青春群像劇を描く。
2006年2月7日の原作ゲーム発表会でアニメ化が発表され、「来年の桜が咲く頃には」などといった言葉で2007年中の公開が示唆されたものの、これよりもずれ込む形となった。
社長の堀川憲司は、「西村純二監督・押井守監修の『風人物語』の作風が非常に好きで、文学的というか、飄々としていて行間のリズムがあるというか、そういうところが良いなぁと思って監督を依頼した。」と語った。

## ストーリー
絵本作家を目指す高校生「仲上眞一郎」は、両親を亡くし仲上家に引き取られてきた同じ高校に通う「湯浅比呂美」、両親の4人で暮らしている。眞一郎の母は、ある理由から比呂美につらく当たっていた。
ある日、眞一郎は学校の裏庭で、木に登って降りられなくなった少女「石動乃絵」と出会う。彼女は過去に起こったある出来事がきっかけで、涙が流せなくなったのだという。眞一郎は彼女との出会いをきっかけに比呂美、親友「野伏三代吉」、幼馴染「安藤愛子」らとの関係や、自分自身との向き合い方に変化を生じさせていく。彼らはそれぞれに悩み、すべきことを模索し、成長していく。

## 登場人物

### メインキャラクター
仲上 眞一郎（なかがみ しんいちろう）
声 - 石井真
本作の主人公。麦端高校1年B組所属。酒蔵を営む家のひとり息子で父母や比呂美と暮らしている。周囲の大人たちからは『坊ちゃん』と呼ばれている。絵本作家を志しており、出版社に作品を書いて投稿するなどしている。ある日、樹の上で鶏の餌（グミの実）を採っていた乃絵と出会う。その後、死んでしまった鶏の雷轟丸の代わりとして乃絵から付きまとわれるようになる。比呂美を意識しているが一歩を踏み出せずにいる。多感な時期であるため食事中の比呂美を観て服が透けた場合の下着を妄想してしまい反省していることもある。一方で比呂美のことは大切に思っているため自慰の対象にすることはなく、そういったものを自覚した際は乃絵からのティッシュ箱のニワトリを完成させることに専念した。嘘を付くことが下手だが、そのことについて誰も言及してはいない。考えていることがすぐに表情に表れる。比呂美の嘘で落ち込んでいた際に、純から「乃絵と付き合ってくれ」と言わたことで怒りを覚え「それなら比呂美と付き合え」と言ってしまったことで本当に二人が付き合ってしまうことになる。
石動 乃絵（いするぎ のえ）
声 - 高垣彩陽
本作のヒロインの一人。1年前、眞一郎たちの住む街に引っ越して来た少女。麦端高校1年A組所属。黒のショートヘア。行動や発言に見られる子供っぽさや突拍子のなさのために周囲からは変わり者扱いされている。祖母との死別以来、悲しいことがあっても泣けなくなってしまい涙を取り戻そうとしている。人の心の奥底を見抜く鋭い洞察力を持つ。お弁当の中身や、比呂美とのおかず交換の際の様子からして、ソーセージなどよりは野菜の方が好きらしい。兄である純からは妹というよりも一人の女性として意識されてしまっている。兄と妹では結ばれることがないと気持ちに整理をつけるため東京の印刷会社への就職を決意した純を引き留めたいと思いつつも、純からの恋心はしっかりと拒絶している。眞一郎が本当に好きな相手は比呂美と気付いたものの諦めきれずにいたが、比呂美から「もう私たちをそっとしておいて」と涙ながらに訴えられてしまう。眞一郎にふられてしまった後、眞一郎との思い出の場所で一人佇んでいたが気が付くと風に乗って涙が舞い上がっていた。ついに涙を取り戻したものの、それが眞一郎を想ってのものか祖母を思い出してのものかははっきりしていない。
アニメ評論家の藤津亮太は乃絵を「もう一人の主人公」であると表現する。乃絵と眞一郎は互いに自分の世界から外に出られるのかについて不安を抱えている点が似ている。また二人は互いを刺激し合う関係であり、恋愛とは少し異なるものであったから互いに興味を持ち、大人になる過程で別れなければならなかった。その点で言えば乃絵はヒロインというよりも眞一郎と同格の主人公と考えたほうが分かりやすいからであるとしている。
湯浅 比呂美（ゆあさ ひろみ）
声 - 名塚佳織
本作のヒロインの一人。眞一郎と同居中の幼馴染。麦端高校1年B組所属の同級生。茶のロングヘアで運動するときは髪をポニーテールに結う。1年前に両親が他界し、両親と眞一郎の両親が知り合いだった縁から仲上家に引き取られる。バスケット部に所属しており、1年生ながら背番号6番を任される実力を持つ。成績も学年1、2を争う程だが、それを鼻にかけるそぶりはない。ゆえに友人関係は良好。控えめでどこか影のある性格をしている。眞一郎に想いを寄せているが、「宗弘と涼子が不倫してできた子供が比呂美かもしれない」としをりに嘘を吹き込まれてしまい眞一郎とは距離を置いている。バイク事故の後はしをりと和解、眞一郎と両想いになる。高校2年生の春には比呂美はバスケ部の次期キャプテンとして活躍している。
藤津は比呂美としをりが衝突するエピソードから、しをりとは性格が似ており、それ故に衝突したのではないかと推察している。
安藤 愛子（あんどう あいこ）
声 - 井口裕香
本作のヒロインの一人。眞一郎より1つ年上の幼馴染で三代吉の彼女。赤茶がかったショートヘア。今川焼きの飲食店「あいちゃん」を切り盛りする、明るく活発な少女。眞一郎達の通う麦端高校とは違う、古城高校に通う。背が低いことを気にしており、眞一郎によくからかわれている。時折、眞一郎のことが好きであるようなことを示唆しているが、眞一郎は全く気づかなかった。三代吉とは付き合ってはいるが、その状態を劇中での彼女の言葉を借りて表すなら『好きな人の傍にいるために、その人の傍にいる人と親しくする』。物語の終盤では自分自身の気持ちをごまかすだけでなく三代吉も騙すような真似を続けることへの罪悪感に悩み、三代吉とはと別れようとするが三代吉から愛子を好きな気持ちは変わらないと告げられる。一度は別れてしまうものの、三代吉の存在の大きさを感じた後にもう一度友達からやり直すことにする。
野伏 三代吉（のぶせ みよきち）
声 - 吉野裕行
眞一郎と親友の同級生。麦端高校1年B組所属。眞一郎から愛子を紹介され付き合っている。お調子者の楽観主義者だが、愛子への想いは真剣。また、愛子との仲を取り持ってもらった眞一郎の恋の悩みを聞くこともある。

### サブキャラクター
石動 純（いするぎ じゅん）
声 - 増田裕生
乃絵の兄。螢川高校3年生。バスケット部のエースで背番号は4番。容姿も整っているため女子から人気がある。しかし、彼自身は女子からの視線には無頓着で乃絵のことだけを考えている。父親と祖母が亡くなり母親は仕事に出ていたため、乃絵とはいつも2人きりであった。バイクを運転して学校の違う乃絵を送り迎えしている。物語の中盤、「宗弘と涼子が不倫してできた子供が比呂美かもしれない」としをりに嘘を吹き込まれた比呂美が眞一郎をあきらめるため「自分が好きなのは蛍川高校のエース」と嘘をついてしまったこと、比呂美の嘘で落ち込んでいた眞一郎が、純から「乃絵と付き合ってくれ」と言わたことで怒りを覚え「それなら比呂美と付き合え」と言ってしまったことから比呂美と付き合うことになる。
黒部 朋与（くろべ ともよ）
声 - 渡辺智美
比呂美の友人で同じくバスケット部に所属しており、背番号は9番。比呂美が眞一郎を好きだと思っており、やや一方的に応援している。
眞一郎の父 / 仲上宗弘
声 - 藤原啓治
寡黙であまりしゃべらない。家業の造酒を営んでおり、敷地内の酒蔵で働いている。眞一郎が後を継がず絵本作家になることを目指していることには理解を示している。また、比呂美に対しても本当の子供のように思っている。比呂美の両親である篤と涼子とは幼馴染の間柄だったが三角関係でもあった。比呂美が一人暮らしを決意した際、自分の母親に気持ちがあったのか尋ねられ「美しく成長した比呂美は母親によく似ていて、外見だけでなく仕草もそっくりだ」と伝えている。
眞一郎の母 / 仲上しをり
声 - 高橋理恵子
感情的で思い込みが激しい。眞一郎を溺愛しており、家業を継がず絵本作家を目指していることに反対するなど過干渉気味である。宗弘とは見合い結婚。かつて宗弘は涼子に惚れていたのを知っており気持ちの整理がつけることができずにおり、眞一郎が見つけた仲上夫妻と湯浅夫妻が一緒に写っている古い写真は涼子だけ顔の部分を切り取ってしまっている。嫉妬の末に比呂美のことは宗弘と涼子の不倫の末に生まれた子供かもしれないと虚言を吐くことで比呂美を苦しめてしまっているが、一方で比呂美を受け入れられない自分自身に自己嫌悪している。比呂美を目の敵にし最初から一貫して冷たい態度を取っており物語がすすむにつれて過剰になっていく。自暴自棄になった比呂美が純と共に雪の中をバイクで家出をして事故に遭ってしまう。この事故がきっかけでしをりと比呂美は和解した。
藤津は本作に3人のヒロインがいるのであれば、しをりは裏ヒロインのポジションに位置するキャラクターだとしている。しをりの最大の特徴は「嫉妬」という感情をとても自然に発露させていることであり、同時に彼女の魅力でもあると藤津は述べる。また前述同様に比呂美とは性格が似ており、それ故に衝突したのではないかと藤津は推察している。
酒蔵の少年
声 - 土倉有貴
仲上家の酒蔵で修行を積んでいる坊主頭の少年。眞一郎のことを「坊ちゃん」と呼ぶ。気は優しいが、天然ボケなところもある。
高岡 ルミ（たかおか ルミ）
声 - ミルノ純
麦端高校のバスケット部のキャプテンで、背番号は4番。最近様子のおかしい比呂美のことを心配している。
乃絵のおばあちゃん
声 - 瀬能礼子
乃絵が子供のころに他界した。泣き虫だった乃絵を諭すために天国に乃絵の涙を持っていった。また、涙を持っていけるのは自らの大切な人のみとも語っていた。

### その他
雷轟丸（らいごうまる）
乃絵が世話をしていた黒と茶の雄鶏。眞一郎が書いている絵本の登場人物でもある。いつも羽をはばたかせて飛ぼうとしていたことを乃絵に気に入られていた。しかし鶏小屋がタヌキに襲われて死んでしまう。乃絵はそれを悼んで、鶏小屋に板を張り付け墓標としていた。それを見つけた比呂美は地面に墓標を立てて墓らしくした。
じべた
乃絵が世話をしている白い雄鶏。眞一郎が書いている絵本の登場人物でもある。雷轟丸と違って飛ぼうとしないため、乃絵からはあまり興味を持ってもらっていない。

## 設定
麦端町
本作の舞台。富山県南砺市城端地区の町並みや風景がモデルになっている。さらに愛子が働く今川焼き屋や公園の噴水、ショッピングモール（パボーレ）など城端にない建造物も富山県に実在する建物をモデルにしている。山なみは立山町芦峅寺から臨む立山連峰、海辺は氷見市などの海岸線をモデルにしている。眞一郎たちが通う「麦端学園」は市立城端中学校がモデルとなっている。
劇中に登場する祭礼・「麦端まつり」は城端で5月に行われる城端曳山祭と9月に行われる城端むぎや祭の2つの祭りがモチーフになっている。
ちなみに石動や黒部、高岡といった登場人物の名字は県内の地名からとられた地名姓である。なお螢川高校は富山を舞台にした宮本輝の同名小説『螢川』、古城高校は劇中の噴水のモチーフがある高岡古城公園からきている。
仲上家
主人公の親子3人と比呂美が暮らす家。代々続く酒蔵であり、家族の居住スペース以外に酒造場と販売所が併設されている。家族の他に少年が1人働いている。家紋は丸に木瓜。
天空の食事
乃絵が鶏に与えていたグミの実で、高い所に実ることから「天空の食事」であるという。乃絵はこの赤い実をとるために木に登っては他人の助けなしには降りられなくなる。そして雷轟丸の死後はなぜかこれを眞一郎に贈るようになる。そのためか、眞一郎の絵本にもたびたび登場する。乃絵が自分で食べた時は不味そうにしていた。エンディングで乃絵はこの木の枝を持っている。なお、このグミの実はモデルとなった学校のそばにて実際に採ることができる。
絵本
眞一郎が書いている絵本。自作の詩に添えられる形で絵が描かれている。それらは自らの心境を表現したり、出版社に応募したり、乃絵に見せたりするための物。このうち乃絵に見せているものは「雷轟丸とじべたの物語」である。

## スタッフ
- 原作 - La'cryma
- 監督 - 西村純二[17]
- シリーズ構成 - 岡田麿里[17]
- キャラクター原案 - 上田夢人[17]
- キャラクターデザイン・総作画監督 - 関口可奈味[17]
- 美術監督 - 竹田悠介、篠原理子
- 色彩設計 - 井上佳津枝
- 撮影監督 - 福士享
- 編集 - 植松淳一
- 音楽 - 菊地創
- 音響監督 - 若林和弘
- プロデューサー - 永谷敬之、伊藤善之、平光良介、堀川憲司
- アニメーション制作 - P.A.WORKS[17]
- 製作 - true tears製作委員会（バンダイビジュアル、ランティス）

## 主題歌
オープニングテーマ「リフレクティア」(第1話 - 第12話)
作詞 - riya / 作曲・編曲 - 菊地創 / 歌 - eufonius
- 第8話では挿入歌としても使用された。第13話ではエンディングとして使用された。

エンディングテーマ「セカイノナミダ」(第1話 - 第12話)
作詞 - 畑亜貴 / 作曲・編曲 - 末廣健一郎 / 歌 - 結城アイラ
挿入歌「そのままの僕で」(第10話)
作詞 - riya / 作曲・編曲 - 菊地創 / 歌 - eufonius
　 「涙の記憶」(第13話)
作詞 - riya / 作曲・編曲 - 菊地創 / 歌 - eufonius

## 評価
アニメ評論家の藤津亮太は、大前提として本作は青春モノとして非常に魅力的だと述べたうえで、本作は語り口が非常に独特であったからこそありきたりな青春モノにならなかったとしている。語り口がどのように独特だったのかといえば、例えば第5話で比呂美が眞一郎に対して反発するシーンが眞一郎視点で描かれたあとに比呂美視点で同じシーンを再び描いている。この場合、二回目は回想として描かれるのが普通だが、本作では現在形の語り口で描いているという。他にもこのように独特の語り口があるがその中でも藤津は第9話が特に印象的だったとしている。第9話ではこれまで比呂美に辛く当たっていたしをりが彼女を必死に庇う描写があり、この時点では態度を急変させたように映るが実はその後の回想で和解していたことが判明する。視聴者が登場人物の感情を追うことを考えれば回想で十分だが本作では現在形の語り口で描いているという。

## 各話リスト
※サブタイトルはエピソード中に発せられたセリフが元となっている。
| 話数 | サブタイトル                     | セリフ元   | 脚本         | 絵コンテ | 演出     | 作画監督                      |
| ---- | -------------------------------- | ---------- | ------------ | -------- | -------- | ----------------------------- |
| 1    | 私…涙、あげちゃったから          | 石動乃絵   | 岡田麿里     | 西村純二 | 西村純二 | 関口可奈味                    |
| 2    | 私…何がしたいの…                 | 湯浅比呂美 | 西村ジュンジ | 西村純二 | 許琮     | 許宰銑                        |
| 3    | どうなった? こないだの話         | 安藤愛子   | 森田眞由美   | 西村純二 | 浅井義之 | 吉田優子                      |
| 4    | はい、ぱちぱちってして           | 石動乃絵   | 岡田麿里     | 安藤真裕 | 安藤真裕 | 鈴木美咲                      |
| 5    | おせっかいな男の子ってバカみたい | 湯浅比呂美 | 西村ジュンジ | 西村純二 | 許琮     | 金鍾学、許宰銑                |
| 6    | それ…なんの冗談?                 | 仲上眞一郎 | 森田眞由美   | 山本秀世 | 浅井義之 | 吉田優子                      |
| 7    | ちゃんと言って、ここに書いて     | 石動乃絵   | 岡田麿里     | 安藤真裕 | 安藤真裕 | 鈴木美咲                      |
| 8    | 雪が降っていない街               | 湯浅比呂美 | 森田眞由美   | 山本秀世 | 太田知章 | 權允姫、許宰銑                |
| 9    | なかなか飛べないね…              | 石動乃絵   | 西村ジュンジ | 西村純二 | 川面真也 | 川面恒介                      |
| 10   | 全部ちゃんとするから             | 仲上眞一郎 | 森田眞由美   | 川面真也 | 浅井義之 | 吉田優子                      |
| 11   | あなたが好きなのは私じゃない     | 湯浅比呂美 | 西村ジュンジ | 西村純二 | 許琮     | 許宰銑、岡辰也                |
| 12   | 何も見てない私の瞳から…          | 石動乃絵   | 岡田麿里     | 西村純二 | 安藤真裕 | 鈴木美咲                      |
| 13   | 君の涙を                         | 仲上眞一郎 | 岡田麿里     | 西村純二 | 川面真也 | 吉田優子、池田克己 関口可奈味 |

## ミニキャラ4コマ劇場
DVD各巻に短編映像特典を収録。Blu-ray版でも収録。SDキャラになったキャラたちが送る30秒のコメディ短編。タイトルロゴは各アニメのパロディとなっている。
| 話数 | サブタイトル                            | 元ネタ                                        |
| ---- | --------------------------------------- | --------------------------------------------- |
| 1    | true tears 小さいって事は楽しいね（仮） | ああっ女神さまっ 小っちゃいって事は便利だねっ |
| 2    | トゥルー ティアーズ ライト（仮）        | 無限のリヴァイアスライト                      |
| 3    | true tears ss（仮）                     | D.C.S.S.                                      |
| 4    | true★tears にゃ（仮）                   | デ・ジ・キャラットにょ                        |
| 5    | true tears げきじょう（仮）             | あゆまゆ劇場                                  |
| 6    | true tears A's（仮）                    | 魔法少女リリカルなのはA's                     |
| 7    | true tears ふぉ〜えう゛ぁ〜（仮）       | ぷちえゔぁ                                    |

## 放送局
| 放送地域   | 放送局             | 放送期間                | 放送日時           | 放送系列       | 備考                                              |
| ---------- | ------------------ | ----------------------- | ------------------ | -------------- | ------------------------------------------------- |
| 神奈川県   | tvk                | 2008年1月5日 - 3月29日  | 土曜 25:00 - 25:30 | 独立UHF局      |                                                   |
| 近畿広域圏 | 関西テレビ         | 2008年1月8日 - 4月1日   | 火曜 26:45 - 27:15 | フジテレビ系列 |                                                   |
| 千葉県     | チバテレビ         | 2008年1月9日 - 4月2日   | 水曜 25:30 - 26:00 | 独立UHF局      |                                                   |
| 埼玉県     | テレ玉             | 2008年1月10日 - 4月3日  | 木曜 26:00 - 26:30 | 独立UHF局      |                                                   |
| 中京広域圏 | 東海テレビ         | 2008年1月10日 - 4月3日  | 木曜 27:35 - 28:05 | フジテレビ系列 |                                                   |
| 日本全域   | BS11               | 2008年1月11日 - 4月4日  | 金曜 23:30 - 24:00 | BSデジタル放送 | 『ANIME+』枠                                      |
| 日本全域   | キッズステーション | 2008年1月11日 - 4月4日  | 金曜 24:00 - 24:30 | CS放送         | リピート放送あり                                  |
| 日本全域   | バンダイチャンネル | 2008年1月18日 - 4月18日 | 金曜 12:00更新     | ネット配信     | 有料配信                                          |
| 富山県     | 富山テレビ         | 2008年4月7日 - 6月30日  | 月曜 26:05 - 26:35 | フジテレビ系列 | 局独自のオープニング・タイトルと エンドカードあり |

BS11では、2008年1月4日に特別番組『true tears こちらチューリップ放送局出張版』が放送された。

## 関連商品

### DVD
バンダイビジュアルから発売。全7巻。Vol.1のみ1話収録でそれ以降の巻は2話収録。特典として各巻には8Pのブックレット封入。映像特典として、各巻にミニキャラ4コマ劇場と1巻にこちらチューリップ放送局出張版を収録。『.ANIME（ドットアニメ）』通販限定特典としてCD-ROM又はCDが同梱された。
| 巻数  | 発売日        | 規格品番  | .ANIME通販特典                                                                                    |
| ----- | ------------- | --------- | ------------------------------------------------------------------------------------------------- |
| Vol.1 | 2008年3月25日 | BCBA-3216 | バラエティCD-ROM Vol.1 *「こちらチューリップ放送局」デジタルビート版#1-2、キャララジオ版#1-4収録  |
| Vol.2 | 2008年4月25日 | BCBA-3217 | キャラクターイメージソングCD *「アイコトバ」（歌 - 井口裕香)                                      |
| Vol.3 | 2008年5月23日 | BCBA-3218 | バラエティCD-ROM Vol.2 *「こちらチューリップ放送局」デジタルビート版#3-9収録                      |
| Vol.4 | 2008年6月25日 | BCBA-3219 | キャラクターイメージソングCD *「雨の夜、虹の朝」（歌 - 名塚佳織）                                 |
| Vol.5 | 2008年7月25日 | BCBA-3220 | バラエティCD-ROM Vol.3 *「こちらチューリップ放送局」デジタルビート版#10-16収録                    |
| Vol.6 | 2008年8月22日 | BCBA-3221 | キャラクターイメージソングCD *「もうひとつの空」（歌 - 高垣彩陽）                                 |
| Vol.7 | 2008年9月26日 | BCBA-3222 | バラエティCD-ROM Vol.4 *「こちらチューリップ放送局」デジタルビート版#17-22&スペシャル（新録）収録 |

### BD
『true tears Blu-ray BOX』
バンダイビジュアルから2010年3月26日に発売された。特典は64Pのブックレット、新規インタビュー、最終話後の主要人物のその後を描く3分の新作映像、true tears舞台紹介映像、DVD収録時の映像特典、イラストギャラリー。
発売までの経緯
「ブルーレイディスクマイスターサイト」において2009年8月に開催された、未BD化作品をBD化する趣旨の投票企画「あなたの力でBD化プロジェクト ランキング第1弾＜アニメ編＞」で本作が1位となった。その結果、完全予約受注限定生産商品としてバンダイビジュアルサイト内で限定販売されることとなった。申し込み期間は2009年11月10日から2009年12月16日で入金期間は2009年12月21日から2010年1月8日までで予約入金が2000個以上で製作される。その後、申し込み期間を2009年12月18日から12月21日までの追加延長。また、商品仕様が変更されたことを受け、申し込み期間を2010年1月15日から1月20日、入金期間を2010年1月20日から2月1日まで2回目の追加延長を行った。
『true tears Blu-ray BOX スタンダード版』
バンダイビジュアルから2013年1月29日に発売された。限定販売版から映像特典などが一部省略されているほか、ブックレットが16Pとなっている。
『true tears 10周年記念 Blu-ray BOX』
バンダイナムコアーツから2018年9月26日に発売された。2019年9月25日までの期間限定生産商品。BOXイラストは関口可奈味による新規描き下ろしとなる。

### CD
- 『リフレクティア』（歌：eufonius） - オープニングテーマ曲。2008年1月23日発売。
- 『セカイノナミダ』（歌：結城アイラ） - エンディングテーマ曲。2008年2月6日発売。
- 『true tears オリジナルサウンドトラック』 - オリジナルサウンドトラック（全33曲収録）。2008年2月27日発売。
- 『Tears...for truth 〜true tearsイメージソング集〜』 - イメージソングアルバム。参加アーティストはeufonius、結城アイラ、アツミサオリ、kukui、伊藤真澄、高垣彩陽、yozuca*、Rita　全10曲収録。2008年4月16日発売。
- 『TVアニメ「true tears」ドラマCD』 - アニメ本編では明かされなかった登場人物のその後が描かれる。担当声優はテレビアニメ版と同じ。全3話収録。2008年6月25日発売。
- 『true tears 帰ってきた! こちらチューリップ放送局』 - コミックマーケット75のドットアニメブースで販売したラジオCD。2009年1月30日発売。
- 『true tears イメージミニアルバム 〜Nostalgic Arietta〜』 - イメージソングミニアルバム。参加アーティストはeufonius、高垣彩陽、名塚佳織、井口裕香　全5曲収録。2010年4月7日発売。
- 『プリズム・サイン』（歌：eufonius） - 3周年記念アニバーサリーソング。成長したヒロイン3人をイメージした新曲2曲とinst.の全4曲収録。2012年2月8日発売。
- 『true tears 5周年記念CD-BOX』 - 既発売CDの音源を網羅したCD-BOX。2013年3月27日発売。

### 書籍
- 別冊アニメディア編集部（編）『true tears memories』学習研究社、2008年8月28日発売[23]、ISBN 978-4-05-403814-1 - DVD付き公式ガイドブック
- parubooks編集部（編）『true tears 15年の真心の軌跡〜富山で生まれ、富山で育まれたアニメ作品〜』parubooks、2023年11月30日発売[24]、ISBN 978-4-909824-09-7

### 電子書籍
- 『true tears 小説版』（全5話）ノベライズ。（著：藤本透、表紙・挿絵：上田夢人。P.A.BOOKS、2018年5月5日～2018年7月20日発売）

## インターネットラジオ
true tears こちらチューリップ放送局
2008年1月4日よりBEAT☆Net Radio!にて配信されていたネットラジオ。メインパーソナリティは高垣彩陽（石動乃絵役）、名塚佳織（湯浅比呂美役）、井口裕香（安藤愛子役）。

## 地元での反応
富山県内の制作会社が担当し、かつ地元が舞台でありながら地元地上波テレビ局では放送されないという形で開始された当作品であるが、アニメの舞台に選ばれることが少ない富山県内で徐々に注目を集める。
まず、地元メディアの取材がきっかけになった。フジテレビ系列である富山テレビ（BBT）の『BBTスーパーニュース』2008年2月21日分で、西村監督へのインタビューや作中に登場するショッピングモールなどのモデルとの対比を取り上げるなど本作を紹介する特集が放送された。また地元紙の北日本新聞で紹介されたり、南砺市の公式サイトで特集が組まれる といった広がりを見せた。また、地元選出の県会議員などの働きかけ もあり、富山テレビが1クール遅れの2008年4月から南砺市などの地元企業をスポンサーに加えて放送し、むぎや祭前の2008年9月中旬には南砺市・砺波市・小矢部市をエリアとするとなみ衛星通信テレビをはじめ富山県内のケーブルテレビ局でも集中放送された。
舞台となり制作スタジオのある南砺市の城端地区では観光に取り入れ、2008年4月の城端しだれ桜まつりでの催事としてパネル展示や作中に登場する今川焼を再現した「あいちゃん焼」などの関連商品販売が行われた。なお、パネル展示は桜祭り後に北陸銀行城端支店内でも4月末まで行われた。また、2008年4月に城端商工会から発行された観光パンフレットでは、「城端を舞台に描かれた青春恋愛アニメ」として、この作品が紹介されているほか、西村監督による城端の印象を綴ったコラムが掲載されている。
JR西日本城端線城端駅の一角には記帳ノートが置かれ、ポスターなどが張られている。駅に設置されている城端観光協会窓口では2008年春に、作品のヒロイン3名が登場する南砺市の観光ポスター（番宣ポスターとは異なるデザイン）が販売され、城端地区の観光施設「じょうはな織館」では2008年の城端むぎや祭に併せて作品をあしらったクリアファイルが発売、同年末には観光ポスターのデザインをあしらった地元商店会のポイントカードが限定発行されるなどした。
2009年7月5日には、南砺市城端伝統芸能会館『じょうはな座』にて「来城記念ファンイベント」が開催され、田中幹夫南砺市長も出席したほか、出演声優やスタッフなど9人が南砺市観光大使に任命された。
2010年、城端地区・西上町恵友会の有志により「麦端踊り」が再現され、2月の「つごもり大市」で初披露、4月にはアニメで「麦端踊り」の練習場のモデルとなった「善徳寺会館」で講習会、「城端別院善徳寺」本堂で、さらに9月の城端むぎや祭でも踊りが披露された。7月、主人公4人が南砺市に特別住民登録され、特別住民票の発行が開始された。また登録式にあわせ、4人が登場する同年の「城端むぎや祭」ポスターが発表された。このポスターについては先行発売分は期間終了を待たず完売、むぎや祭当日発売分も各日午前中には予定数の整理券が配布終了となるなど人気を博した。12月には、城端でファン主催のイベントも開催され、翌2011年5月の曳山祭でもファン主催のパネル展示と「あいちゃん焼」の販売などが行われている。
城端観光協会によると今までは年配の観光客が中心であったが、これらアニメの影響により若い観光客が増えたという。さらに放送終了後もブームは衰えることなく、2008年9月の祭りでは観光客が殺到したとのこと。また観光協会職員はこのアニメをきっかけに何度も城端を訪れて欲しいとコメントしている。
2009年にピーエーワークスも参加して制作された富山観光アニメプロジェクトは、本作の「聖地巡礼」により富山県を訪れる若い観光客が増加したことがきっかけであると報じられている。
2011年現在もなおファンによる「聖地巡礼」が後を絶たず、こうしたアニメや漫画の聖地巡礼を観光資源のひとつと捉え地域振興に繋げる「オタクツーリズム」の実践例として「らき☆すた」の埼玉県春日部市・久喜市・幸手市などと並び称されることがある。
このように当作品の放送がきっかけで、ピーエーワークス元請制作テレビアニメは富山県内の民放テレビ放送局で放送されるようになっている。また、富山県広報の2011年6月号で同社の堀川社長が紹介されるなど、県内での認知度も大きく上がることとなった。

## ラッピング列車

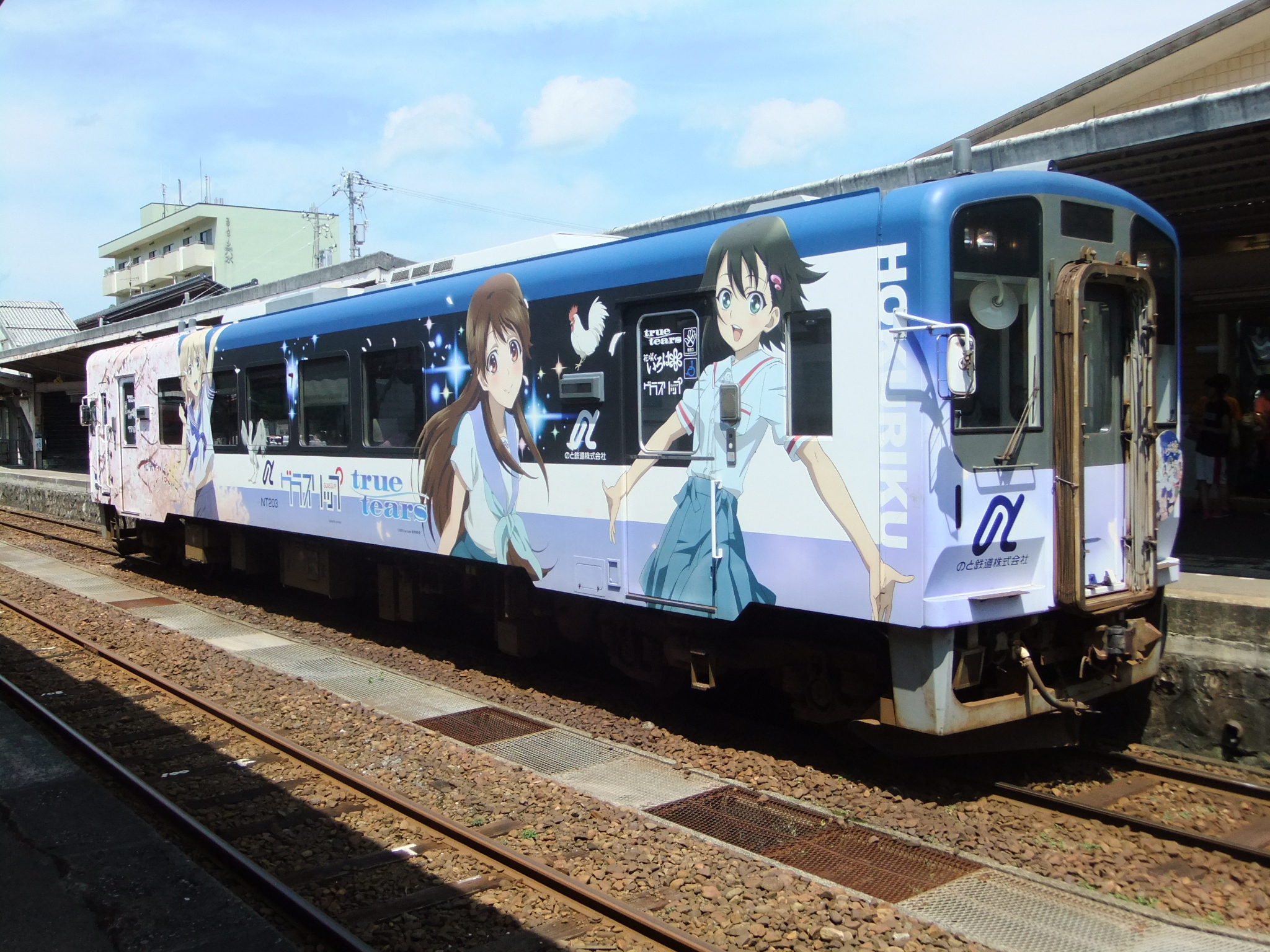
のと鉄道NT203「花咲くいろは」ラッピング車両3号車

- のと鉄道にて2014年8月1日からNT203号車がP.A.WORKS制作の北陸3県を舞台としたアニメ『true tears』『花咲くいろは』『グラスリップ』のヒロインが描かれた「花咲くいろは」ラッピング3号車となっている。

## 南砺と金沢をつなぐ旅ラッピングバス

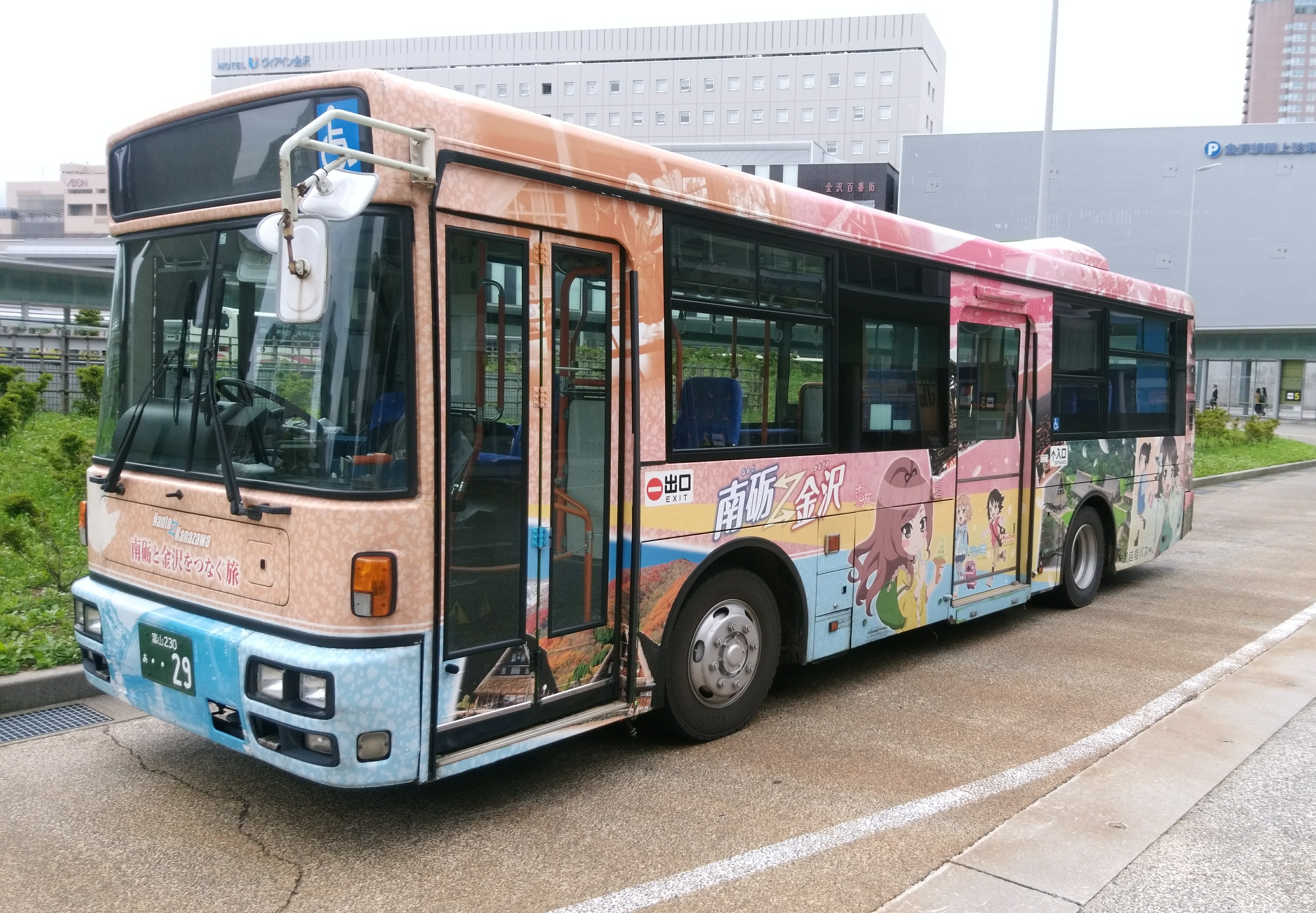
南砺-金沢線には両都市に所縁のあるアニメ作品のデザインされた専用車で運行される

- 2015年3月より、南砺市と金沢市を結ぶ路線バスの実証実験バスが運行を開始し、バスの車体に当作品のイラストが使用されている[33]。尚、バスは2016年3月31日をもって実証実験を終了し、翌4月1日より本格運用に入った際にも継続して運行されている。